# روز ماري برافو
روز ماري برافو (بالإنجليزية: Rose Marie Bravo)‏ هي مديرة أمريكية، ولدت في 13 يناير 1951 في نيويورك في الولايات المتحدة.

## وصلات خارجية
- روز ماري برافو على موقع إن إن دي بي (الإنجليزية)